# Vernon Heywood
Pour les articles homonymes, voir Heywood.
Vernon Hilton Heywood (né le 24 décembre 1927 à Édimbourg et mort le 18 septembre 2022) est un biologiste britannique.
Il est spécialisé dans les plantes médicinales et aromatiques, et la conservation des espèces sauvages apparentées aux plantes cultivées.

## Biographie
Vernon Heywood est nommé maître de conférences à l'université de Liverpool au Royaume-Uni en 1955, promu en 1960 et lecteur en 1963. Il reçoit la deuxième chaire établie en botanique en 1964 et quitte Liverpool en 1968.
Il est professeur de botanique et chef de département à l'université de Reading jusqu'en 1987, date à laquelle il devient fondateur et directeur de Botanic Gardens Conservation International (BGCI) .
En 1987, il reçoit la médaille linnéenne de la Linnean Society of London . Planta Europa lui décerne son prix Linnaeus lors de sa cinquième conférence, tenue en 2007 à Cluj Napoca. À l'occasion son 75e anniversaire, Etelka Leadlay et Stephen Jury lui dédient leur ouvrage Taxonomy and Plant Conservation.

## Publications
Ses publications comprennent plusieurs livres majeurs dont : 
- Principles of angiosperm taxonomy (1963), avec Peter Hadland Davis ;
- Flowering Plants of the World (1978, 1993, 1996), et sa mise à jour Flowering Plant Families of the World, avec Richard K. Brummitt, Alastair Culham et Ole Seberg ;
- Évaluation mondiale de la biodiversité, avec Thomas Gaskell Tutin, Alan Burges et David H. Valentine (en) ;

ainsi que Flora Europaea, dont il est l'un des coordinateurs.